# Kikowo
Kikowo (deutsch Kieckow) ist ein Dorf in der polnischen Woiwodschaft Westpommern. Es liegt im Powiat Białogardzki und gehört zur Gmina (Landgemeinde) Tychowo (Groß Tychow).

## Geographische Lage
Kikowo liegt in Hinterpommern, 22 Kilometer südöstlich der Stadt Belgard (Białogard). Der östliche Dorfteil wird von der Leitznitz (Liśnica) durchflossen, im Westen bildet ein kleiner Höhenzug entlang der Persante (Parsęta) die Ortsgrenze.
Kikowo ist über die Landstraße 167 (Koszalin (Köslin) – Tychowo (Groß Tychow) – Ogartowo (Jagertow)) über den Abzweig Krosinko (Klein Krössin) zu erreichen. Bahnstation ist das sechs Kilometer entfernte Tychowo an der Bahnstrecke Szczecinek–Kołobrzeg.

## Geschichte

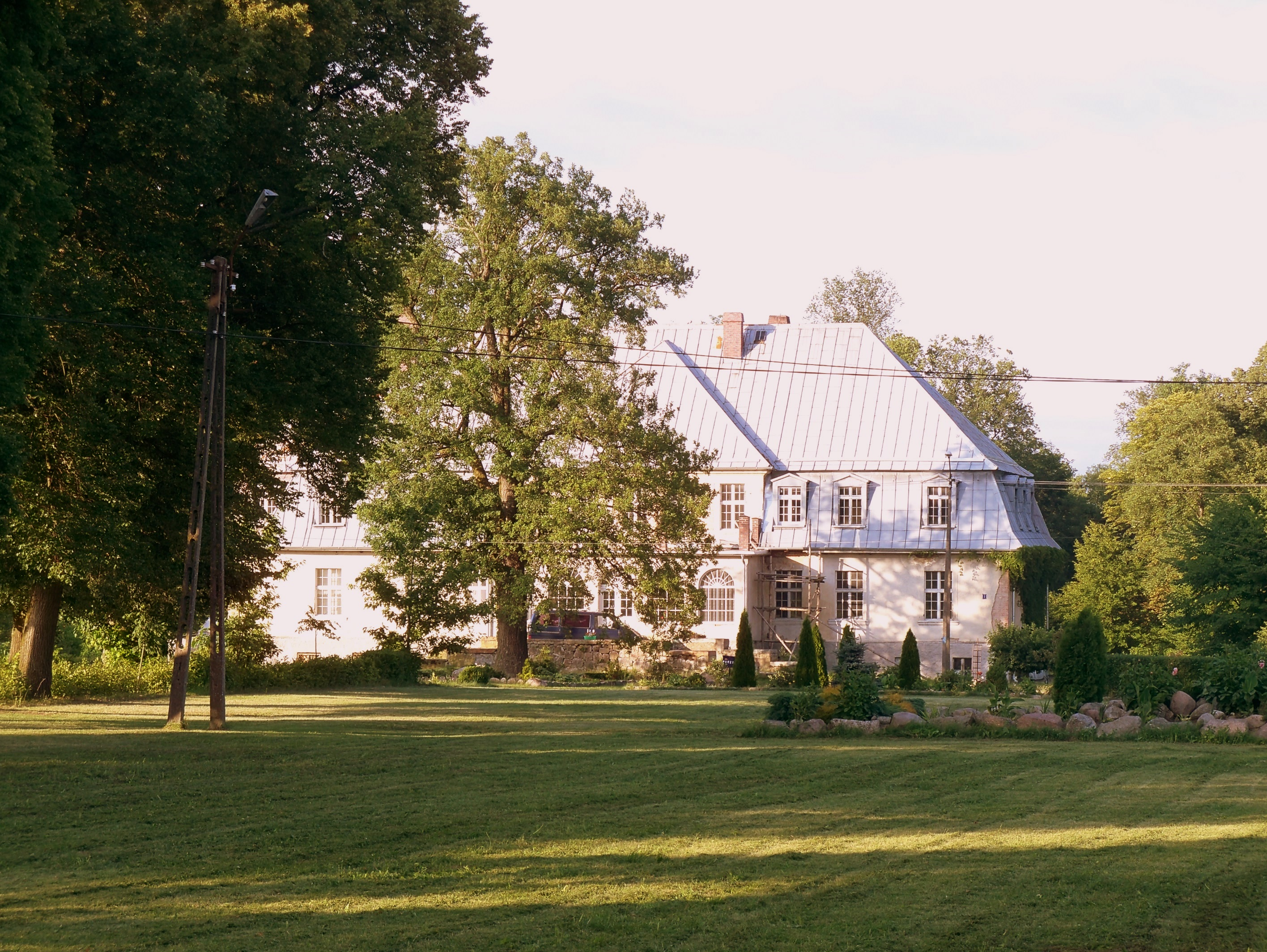
Schloss Kieckow

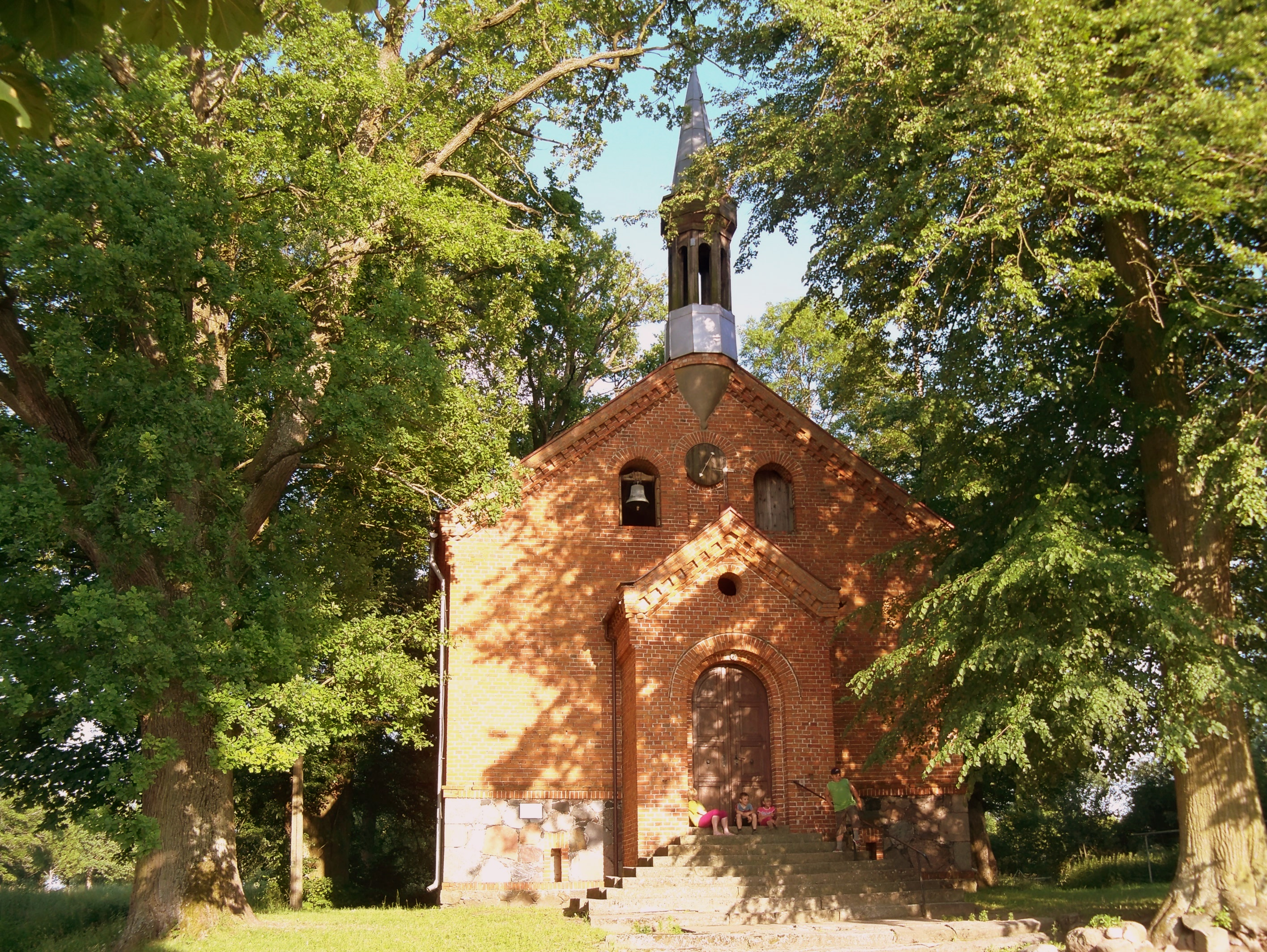
Dorfkirche (bis 1945 evangelisch)

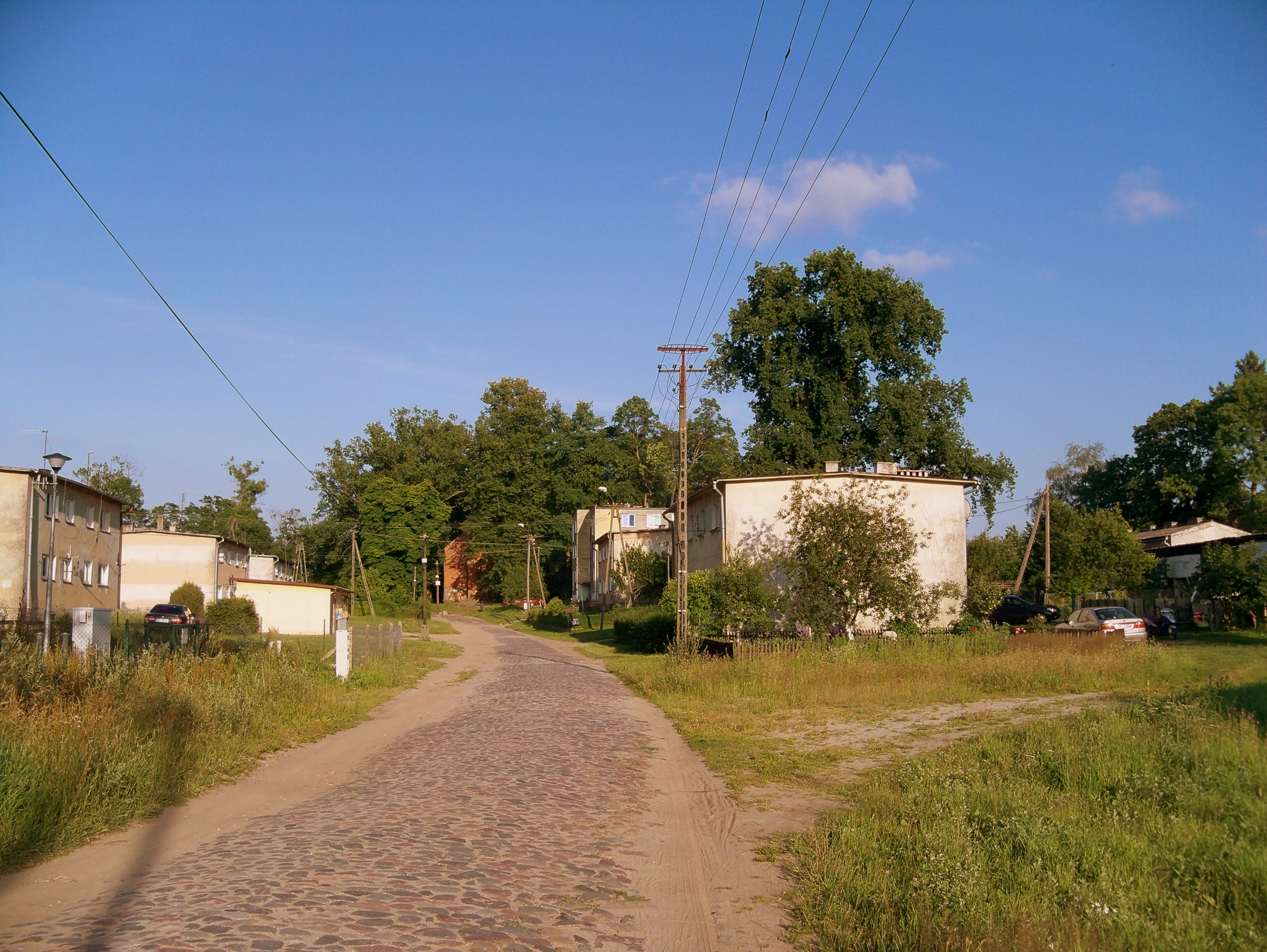
Straßenzug am Ortsrand

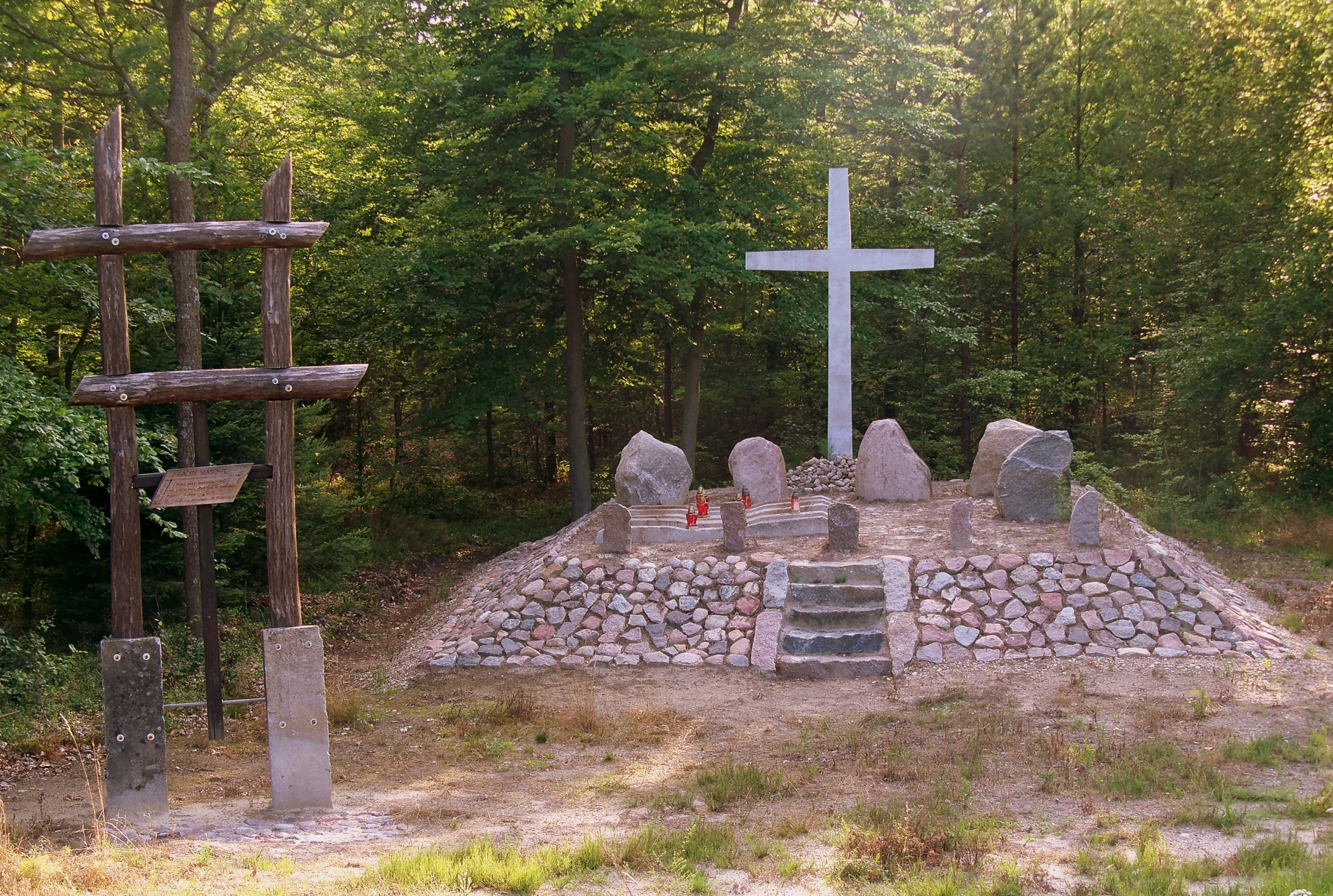
Gedenkstätte

Das pommersche Kieckow, urkundlich bereits im Jahre 1477 erwähnt, ist ein altes Rittergutsdorf, das seit der Ortsgründung eng mit dem Namen der Familie von Kleist verbunden ist, die das Gut Kieckow bis zum Ende des Zweiten Weltkriegs besaß. Anfangs noch ein Bauerndorf mit mehreren Halb- und Vollbauernstellen, wurden diese nach Groß Tychow und Klein Krössin umgesiedelt, so dass Kieckow ein reines Gutsdorf wurde. Kieckow war dabei eng mit Klein Krössin verbunden, da beide Güter im Besitz derer von Kleist waren.
Im 18. Jahrhundert gab es an der Leitznitz noch eine Wassermühle, die später durch eine Windmühle ersetzt wurde.
Über den pommerschen Raum hinaus bekannt wurde das 1850 in Kieckow errichtete „Rettungshaus“, das nach Königin Elisabeth, der Gemahlin von Friedrich Wilhelm IV., den Namen „Elisabeth“-Stiftung bekam. Aufgenommen wurden verwaiste und gefährdete Jungen im Alter zwischen sechs und vierzehn Jahren. Bis Ende 1926 fanden hier 727 Jungen eine neue Heimat.
Im Jahr 1856 gab es in Kieckow 18 Wohnhäuser. Bei der Volkszählung von 1939 wurden 88 Haushaltungen gezählt. Die Gemeindefläche betrug damals 1560 Hektar. Neben dem Gut gab es einige Nebenerwerbsstellen.
Bis 1945 gehörte Kieckow zum Amtsbezirk Zadtkow (heute polnisch: Sadkowo) und zum Standesamtsbezirk Groß Tychow. Das zuständige Amtsgericht war in Belgard. Letzte Amtsinhaber waren Bürgermeister Gerlach, Amtsvorsteher Fiek und Standesbeamter Treichel.
Gegen Ende des Zweiten Weltkriegs besetzten Anfang März 1945 Truppen der Roten Armee Kieckow. Ein vorher aufgebrochener Flüchtlingstreck wurde nach 40 Kilometern von der sowjetischen Front eingeholt und zurückgeschickt. Der letzte Gutsherr auf Kieckow und Klein Krössin, Hans Jürgen von Kleist-Retzow, wurde trotz seiner aktiven NS-Widerstandstätigkeit von den Russen verschleppt und erst 1947 nach zwei Jahren Gefangenschaft wieder nach Deutschland entlassen.
Nachdem Hinterpommern nach der russischen Besetzung unter polnische Verwaltung gestellt worden war, übernahm eine polnische Behörde von Groß Tychow (Tychowo) aus die Bewirtschaftung des ehemaligen Kieckower Guts. In der darauf folgenden Zeit wurden die Einwohner aus dem Ort vertrieben.
Kikowo ist heute der Landgemeinde Tychowo angegliedert.

## Einwohnerzahlen
| Jahr | Anzahl | Anmerkungen                                |
| ---- | ------ | ------------------------------------------ |
| 1867 | 266    | [ 4 ]                                      |
| 1871 | 285    | [ 4 ]                                      |
| 1925 | 533    | darunter 525 Evangelische und 4 Katholiken |
| 1933 | 411    | [ 6 ]                                      |
| 1939 | 447    | [ 6 ]                                      |
| 1856 | 256    |                                            |

## Kirche
Bis 1821 war Kieckow als selbständige Kirchengemeinde eine Tochtergemeinde von Groß Tychow (heute: Tychowo). Als die Kirchengemeinde Neu Buckow (Bukówko) in das Kirchspiel integriert wurde, blieb Kieckow lediglich als Kapellengemeinde erhalten. Im Jahre 1818 war die alte Kirche wegen Baufälligkeit abgerissen worden. Im Jahr 1848 errichtete der Gutsherr Hans Hugo von Kleist-Retzow eine neue Kapelle: einen Ziegelbau mit Feldsteinfundament, einem kleinen Choranbau und Dachreiteraufbau.
Bis 1945 gehörte das Kirchspiel Groß Tychow zum Kirchenkreis Belgard der Kirchenprovinz Pommern in der Evangelischen Kirche der Altpreußischen Union. Letzter deutscher Pfarrer war Werner Braun.
Heute liegt Kikowo in der Parochie Koszalin (Köslin) der polnischen Evangelisch-Augsburgischen Kirche in Polen. Kirchort ist Białogard.

## Persönlichkeiten

### Söhne und Töchter des Ortes
- Hans Hugo von Kleist-Retzow (1814–1892), geboren am 25. November 1814 auf Kieckow, Landrat des Landkreises Belgard, Oberpräsident der preußischen Rheinprovinz, Reichstagsabgeordneter
- Jürgen von Kleist-Retzow (* 21. August 1854 in Kieckow; † 14. Dezember 1897 in Dresden), Landrat

### Weitere Persönlichkeiten, die am Ort gewirkt haben
- Hans Jürgen von Kleist-Retzow (1771–1844), Politiker und Landrat des Kreises Belgard, Gutsherr auf Kieckow
- Ruth von Kleist-Retzow (1867–1945), engagiertes Mitglied der Bekennenden Kirche und im Widerstand gegen den Nationalsozialismus